# Robson & Jerome
Robson & Jerome war ein englisches Gesangsduo, das aus dem Schauspieler und Sänger Robson Green (* 18. Dezember 1964 in Hexham, Northumberland) sowie dem Schauspieler Jerome Flynn (* 16. März 1963 in Bromley, Kent) bestand und Mitte der 1990er Jahre mit Coverversionen mehrfach die englische Hitparade anführte.

## Biografie
Im Mai 1995 stieg die Single Unchained Melody / White Cliffs of Dover in die englischen Charts, stand dort 7 Wochen auf dem Spitzenplatz und wurde mit Doppelplatin ausgezeichnet. Mit der Folgesingle I Believe / Up on the Roof setzte sich der Erfolg nahtlos fort, als auch diese im November des Jahres ein Nummer-eins-Hit im Vereinigten Königreich wurde und Platin-Status erlangte. Das Album Robson & Jerome, auf dem die vier Lieder der beiden Nummer-eins-Singles enthalten sind, hielt sich 31 Wochen in den UK-Charts, erreichte ebenfalls Platz 1 und bekam 6-fach Platin.
Ein Jahr später, im November 1996, folgte mit What Becomes of the Broken Hearted der dritte Nummer-eins-Hit in den englischen Singlecharts in Folge und eine weitere Platin-Schallplatte. Das im selben Monat erschienene Nummer-eins-Album Take Two erlangte 4 Platin-Trophäen. Mit Happy Days – The Best Of gelang im November 1997 letztmals der Charteinstieg. Die Kompilation kletterte auf Platz 20 der Album-Charts und erhielt eine Goldene Schallplatte. Das Album Love Songs konnte nicht an vorherige Erfolge anknüpfen und verfehlte eine Chartnotierung.

## Diskografie

### Alben
| Jahr | Titel                    | Höchstplatzierung, Gesamtwochen, AuszeichnungChartsChartplatzierungen (Jahr, Titel, Platzierungen, Wochen, Auszeichnungen, Anmerkungen) | Anmerkungen                                     |
| Jahr | Titel                    | UK | Anmerkungen                                     |
| ---- | ------------------------ | --- | ----------------------------------------------- |
| 1995 | Robson & Jerome          | UK1 ×6Sechsfachplatin · (46 Wo.)UK | Erstveröffentlichung: November 1995             |
| 1996 | Take Two                 | UK1 ×4Vierfachplatin · (18 Wo.)UK | Erstveröffentlichung: November 1996             |
| 1997 | Happy Days – The Best Of | UK20 Gold · (7 Wo.)UK | Erstveröffentlichung: November 1997 Kompilation |

Weitere Alben
- 2000: Love Songs

### Singles
| Jahr | Titel Album                                              | Höchstplatzierung, Gesamtwochen, AuszeichnungChartsChartplatzierungen (Jahr, Titel, Album, Platzierungen, Wochen, Auszeichnungen, Anmerkungen) | Anmerkungen |
| Jahr | Titel Album                                              | UK | Anmerkungen |
| ---- | -------------------------------------------------------- | --- | --- |
| 1995 | Unchained Melody / White Cliffs of Dover Robson & Jerome | UK1 ×2Doppelplatin · (25 Wo.)UK | Erstveröffentlichung: Mai 1995 Originale: Les Baxter, 1955 / Vera Lynn, 1942                                              |
| 1995 | I Believe / Up on the Roof Robson & Jerome               | UK1 Platin · (20 Wo.)UK | Erstveröffentlichung: Oktober 1995 Originale: Frankie Laine with Paul Weston and His Orchestra, 1953 / The Drifters, 1962 |
| 1996 | What Becomes of the Broken Hearted Take Two              | UK1 Platin · (18 Wo.)UK | Erstveröffentlichung: Oktober 1996 Original: Jimmy Ruffin, 1966                                                           |

Weitere Singles
- 1996: Silent Night

### Videoalben
- 1995: So Far so Good (UK: ×7Siebenfachplatin )
- 1996: Joking Apart (UK: ×5Fünffachplatin )